# Baklovci
Baklovci (znanstveno ime Lysurus) so rod gliv iz družine mavrahovčark (Phallaceae).

## Seznam baklovcev Slovenije[3]
- pajkasti baklovec (Lysurus arachnoideus)
- zvezdasti baklovec (Lysurus cruciatus)